# ديفيد كامبل همفريز
ديفيد كامبل همفريز (بالإنجليزية: David Campbell Humphreys)‏ هو قاضي ومحامي وسياسي أمريكي، ولد في 9 نوفمبر 1817 في مقاطعة مورغان في الولايات المتحدة، وتوفي في 12 يوليو 1879 في مقاطعة فيرفاكس في الولايات المتحدة. حزبياً، نشط في الحزب الجمهوري. وقد انتخب عضو مجلس نواب ألاباما.